# Amesopous richardsonae
Amesopous richardsonae là một loài chân đều trong họ Arcturidae. Loài này được Stebbing miêu tả khoa học năm 1905.